# Psilonyx venustus
Psilonyx venustus là một loài ruồi trong họ Asilidae. Psilonyx venustus được Bromley miêu tả năm 1929. Loài này phân bố ở vùng Tân nhiệt đới.